# Бане Секулић (фабрика)
Бане Секулић је фабрика у Сомбору.

## Историјат
Фабрика је основана 1946. године у њен састав је ушло осам национализованих приватних занатских радионица из Војводине са технички застарелом и физички дотрајалом опремом тако да није било ни услова ни могућности за савременом организацијом рада. Нешто слично је било и са грађевинским објектима. Зграда бившег млина са дрвеном међуспратном конструкцијом поред физичке дотрајалости није одговарала за ову врсту производње. С оваквим основним средтсвима Бане Секулић је новермбра 1947. почео са производњом. 

## Производни асортиман
Производни асортиман у почетку се састојао из:
- окова за грађевинску столарију од месинга
- окова за грађевинску столарију
- окова и прибора за намештај
- катанаца
- алата за пољопривреду (пресовани)
- алата и направа
- окова за сандуке и производа широке проиводње Предузеће је имало неколико реконструкција. Најзачајнија извршена 1961. када је у згради међуспратна конструкција замењена бетонском, највећи инвестициони захват је извршен 1971. изградњом савремених производних хала и набавком савремене опреме. Упоредо са реконструкцијама и улагањима ишло се и на осавремењавање производње.

## Бане Секулић АД данас
Бане Секулић данас има четири погона на четири локације, три су у Сомбору а једна се налази у селу поред Сомбора Кљајићеву. Фабрика послује са шест стотина запослених.
Производни програм данас чине катанци, браве окови за прозоре, кваке и штитови, окови за јахте и бродове, окови за вагоне и цистерне.
Фирма наставља да улаже у развој нових производа, првенствено у програм оокова за врата и прозоре. Уведен је и међународни стандрад ISO-9001.
Бане Секулић немерава да и даље настави успешан развоји остане лидер у својој области на овим просторима.

## Прогалвано-микрометал из Београда преузело је компанију Бане Секулић
Прогалвано-микрометал из Београда преузело већински пакет акција за 1,3 милона евра
22.07. 2008. године преузели су 59,97% акција. Власник сада поседује 60,3% акција, преостале акције су власништву малих акционара.